# Politische Parteien in Polen
Die politischen Parteien in Polen bestimmen nach dem Modell der Parteiendemokratie maßgeblich die polnische Politik. Das gegenwärtige und seit 1989 bestehende Parteiensystem befindet sich in stetigem Wandel. Neben etablierten und seit Jahrzehnten bestehenden Parteien sind auch häufige Parteineugründungen und Wechsel der Abgeordneten zwischen den Parteien zu beobachten.

## Geschichte
Die ersten Parteien entstanden in Polen bereits 1573 und bestimmten maßgeblich die Politik im damals noch aristokratisch geprägten Sejm. Nach der Wiedererlangung der polnischen Unabhängigkeit kam es 1918 zur raschen Konsolidierung eines modernen jedoch sehr konfrontativen Parteiensystems, das zunächst vor allem vom Mitte-Rechts-Lager dominiert wurde, ab 1926 allerdings unter dem Einfluss der Sanacja stand, eines militärdiktatorischen Regimes unter der Führung Józef Piłsudskis und seiner Obristengefolgschaft.

Logo der PZPR

In den Jahren zwischen 1944 und 1948 – nach der Befreiung aus der deutschen Besatzung im Zweiten Weltkrieg – kämpften die polnischen Kommunisten der Polnischen Arbeiterpartei (Polska Partia Robotnicza, PPR), welche durch die Sowjetunion massiv unterstützt wurden, um die Vorherrschaft im Polen der Nachkriegszeit. Sie konkurrierten mit den Sozialisten der Polnischen Sozialistischen Partei (Polska Partia Socjalistyczna, PPS), welche von den Staatssicherheitsorganen der polnischen Kommunisten und der Sowjetunion unterwandert wurde, um eine kommunistische Machtübernahme zu ermöglichen. Neben diesen Parteien gab es zudem die im Volk populäre und zentristisch orientierte Polnischen Volkspartei (Polskie Stronnictwo Ludowe, PSL). Daneben existierten noch die beiden ebenfalls links des Spektrums anzutreffenden Splitterparteien Arbeitspartei (Stronnictwo Pracy, SP) und Volkspartei (Stronnictwo Ludowe, SL). Lediglich das kleine liberal-demokratische und bis heute existierende Demokratische Bündnis (Stronnictwo Demokratyczne, SD) konnte sich eine gewisse Unabhängigkeit bewahren.
Die PPR versuchte 1947 über das System eines Wahlblocks eine einheitliche Wahlliste mit gemeinsamen Kandidaten zu etablieren. Zur Teilnahme waren alle Parteien eingeladen. Im Laufe der Jahre wurde Josef Stalin einer der entscheidenden Schiedsrichter und mischte sich erheblich in die polnische Innenpolitik ein. Der Kommunismus beziehungsweise Stalinismus wurde aufgrund von bürgerkriegsähnlichen Zuständen zwischen den politischen Lagern allerdings erst nach 1948 eingeführt. Im selben Jahr waren die PPR und die PPS einer Zwangsvereinigung unterzogen worden (ähnlich der zwischen SPD und KPD zur SED). Die PPS erfuhr massive politische Säuberungen und Gegner des neuen Regimes wurden aus Partei- sowie Regierungsämtern gedrängt. Die neue Partei hieß nun Polnische Vereinigte Arbeiterpartei (Polska Zjednoczona Partia Robotnicza, PZPR). Ihre Führungspersönlichkeiten waren Bolesław Bierut und Władysław Gomułka.
Nach 1948 wurde die PZPR zur führenden und die Regierung allein bestimmenden Partei. Allerdings gab es, wie in der DDR, auch Blockparteien, die im weiterhin betriebenen Sejm auftraten: Die Vereinigte Bauernpartei (Zjednoczone Stronnictwo Ludowe, ZSL), die zuvor genannte SD und kleinere katholische Gruppierungen.

### Seit der Wende
Durch den politischen Systemwechsel 1989 entwickelte sich in Polen ein sehr vielfältiges Parteienwesen, das anfangs auf Grund der noch frischen Strukturen und mangelnder institutioneller Traditionen häufigen Veränderungen unterworfen blieb. In dieser Situation versuchten immer wieder ehrgeizige Einzelpersonen mit eigenen Parteien größere Wählergruppen hinter sich zu bringen. Die Einführung einer Sperrklausel von 5 Prozent für Parteien sowie 8 Prozent für Wahlbündnisse 1993 hat dafür gesorgt, dass diese Projekte kurzlebig blieben und dass ein größerer Konzentrationsprozess innerhalb des Parteiensystems eingesetzt hat.
Folgende lagerbezogene Regierungsphasen lassen sich des Weiteren seit 1989 feststellen:
| 1989–1993 | Die turbulente Phase der „Solidaritätsregierungen“, bestehend aus wechselnden Koalitionen unterschiedlicher Nachfolgeparteien der demokratischen Oppositionsbewegung und geprägt von einer starken Parteienfragmentierung, häufigen Kabinettsumbildungen sowie einschneidenden Reformen unter dem damaligen Wirtschaftsminister Leszek Balcerowicz. |
| 1993–1997 | Die lange und erste Phase der postkommunistischen Regierungen beziehungsweise die Rückkehr ehemaliger sozialistischer Parteikader wie Józef Oleksy und Włodzimierz Cimoszewicz, sowie der Aufstieg ihrer Nachfolgepartei SLD, gleichbedeutend mit dem Wunsch der Wählerschaft nach mehr staatlichem Protektionismus.                                |
| 1997–2001 | Die zweite jedoch kurze „Postsolidaritätsregierung“ unter dem späteren Präsidenten des Europäischen Parlaments Jerzy Buzek sowie der konservativen AWS und somit die vorerst letzte Phase eines geeinten Mitte-Rechts-Lagers, geprägt von erneuten einschneidenden Reformen auf allen Ebenen.                                                       |
| 2001–2005 | Die zweite und als Hochphase anzusehende Regierungszeit der nunmehr zu Sozialdemokraten transformierten postkommunistischen SLD, geprägt vom Beitritt Polens zur Europäischen Union unter dem Ministerpräsidenten Leszek Miller. |
| 2005–2007 | Die sowohl vom Auseinanderbrechen des Mitte-Rechts-Lagers als auch einer Zersplitterung des linken Spektrums herbeigeführte und erste kurze Phase der „Populistenregierung“, bestehend aus national-konservativer PiS um Jarosław Kaczyński, nationalistischer LPR und agrarisch-linkspopulistischer Samoobrona.                                    |
| 2007–2015 | Die lange und stabile Phase der liberal-konservativen Koalition aus wirtschaftsliberaler PO und agrarisch-konservativer PSL unter dem Ministerpräsidenten Donald Tusk, auf den 2014 nach dessen Wahl zum Präsidenten des Europäischen Rates Ewa Kopacz folgte.                                                                                      |
| seit 2015 | Die zweite und lange Phase der „Populistenregierung“, bestehend aus der vorwiegend allein regierenden national-konservativen PiS, bis 2017 unter Ministerpräsidentin Beata Szydło, gegenwärtig unter Ministerpräsident Mateusz Morawiecki sowie geprägt von weitreichenden Reformen im Staatswesen.                                                 |

## Rechtliche Rahmenbedingungen
Die polnische Verfassung von 1997 legt die Ziele und die Grundsätze fest, nach denen die Parteien funktionieren und organisiert sind. Hervorzuheben ist dabei der Artikel 13, der das Verbot von Parteien bestimmt:
„Verboten ist das Bestehen politischer Parteien und anderer Organisationen, die sich in ihren Programmen auf die totalitären Methoden und Praktiken des Nazismus, Faschismus und Kommunismus berufen. Verboten ist auch das Bestehen solcher Parteien, deren Programm oder Tätigkeit Rassen- und Nationalitätenhass, Gewalt zum Zweck der Machtübernahme oder Einflussausübung auf die Staatspolitik voraussetzt oder zulässt sowie das Verheimlichen von Strukturen oder Mitgliedschaft vorsieht.“
Um eine Partei zu gründen, sind mindestens 1000 wahlberechtigte Bürger notwendig. Einzelne Personengruppen wie Richter, Staatsanwälte, Polizisten, Soldaten oder Staatsbeamte dürfen nicht Mitglied einer Partei sein. Darüber hinaus regelt die Verfassung auch die Parteienfinanzierung. Staatliche Zuschüsse erhalten demnach nur diejenigen Parteien, die mindestens 3 Prozent der Stimmen bei einer Wahl erzielen. Eine Wirtschaftstätigkeit der Parteien ist nicht erlaubt.

## Parlamentswahlen 2015

Sitzverteilung im Sejm 2015–2019

Am 25. Oktober 2015 fanden die Parlamentswahlen zur achten Legislaturperiode statt, woraus fünf Parteien den Einzug in den Sejm, das polnische Unterhaus, schafften. Der national-konservativen Partei Recht und Gerechtigkeit (Prawo i Sprawiedliwość, PiS) gelang es unter Ministerpräsidentin Beata Szydło die absolute Mehrheit im Sejm und Senat zu erreichen, was ein Novum in der Dritten Polnischen Republik darstellt. Die vorher regierende Koalition aus wirtschaftsliberaler Bürgerplattform (Platforma Obywatelska, PO) und agrarisch-konservativer Polnischer Volkspartei (Polskie Stronnictwo Ludowe, PSL) wurde nach zwei Legislaturperioden abgewählt und stellt zusammen nur noch 154 Sitze. Das Mitte-Links-Bündnis Vereinigte Linke (Zjednoczona Lewica, ZL) verfehlte die für Mehr-Parteien-Wahlbündnisse geltende Sperrklausel von 8 Prozent.
Somit ist erstmals seit 1989 keine linke Partei im Parlament vertreten. Das Wahlkomitee Kukiz ’15 des Rockmusikers Paweł Kukiz und die liberale Partei .Nowoczesna des Ökonomen Ryszard Petru sind erstmals im Parlament vertreten. Das Wahlergebnis wird als Rechtsruck bezeichnet.

## Politisches Spektrum
Das für westeuropäische Parteiensysteme verwendete Rechts-Links-Schema ist auf die polnische Parteienlandschaft nur bedingt anwendbar. Die Einteilung in „Linke“, „Mitte“ und „Rechte“ kann nur als grobe Richtungsanzeige für das politische Spektrum in Polen dienen, das sich vornehmlich an kulturell-ideologisch-normativen Kriterien orientiert und aus Sicht der sozioökonomischen Programmatik der Parteien ein anderes Bild ergeben würde. Eine Verortung nach sozioökonomischen Positionen der Parteien zwischen Staatsinterventionismus und freier Marktwirtschaft sowie kulturell-ideologisch-normativen Haltungen der Parteien zwischen Nationalismus und Kosmopolitismus erscheint plausibler.
Die Konfliktlinien, an denen sich das polnische Parteiensystem seit Gründung der sogenannten Dritten Polnischen Republik orientiert, bewegen sich hauptsächlich auf der kulturell-ideologisch-normativen Achse. Erst seit den Parlamentswahlen 2001 spielen sozioökonomische Fragen eine größere Rolle. In den 1990er-Jahren wurden diese von anderen Themen überlagert, wenngleich sie dennoch eine strukturierende Wirkung entfalteten. Zudem rückten sie während der Wahljahre 2014 (Selbstverwaltungswahlen) und 2015 (Präsidentschaftswahlen und Parlamentswahlen) verstärkt wieder in den Vordergrund.
Für die Eigenbezeichnung oder -verortung der polnischen Parteien sind folgende Konfliktlinien prägend:
- Kommunismus vs. Antikommunismus (Vergangenheitsbewältigung, Lustration, Entkommunisierung etc.)
- Laizismus und Säkularismus vs. Klerikalismus und Politischer Katholizismus (Abtreibung, Religionsunterricht in der Schule, Konkordat, Rolle der Kirche im öffentlichen Leben und der Politik etc.)
- Weltoffenheit und Kosmopolitismus vs. Patriotismus und Nationalismus (Umgang mit der Geschichte und polnischer Nationalkultur, außenpolitisches Auftreten, Beziehungen zu Deutschland, den USA und Russland etc.)
- Europäische Integration vs. Skepsis gegenüber der Europäischen Union (Auftreten innerhalb der Europäischen Union, Positionierung in Folge der Flüchtlingskrise etc.)
- Staatsinterventionismus vs. Freie Marktwirtschaft (Wohlfahrtsstaatliche Strukturen, Arbeitsrechte, Steuerlasten etc.)

### Politische Linke
Gegenwärtig sind die zwei mit Abstand stärksten Gruppierungen der politischen Linken Polens der Bund der Demokratischen Linken (Sojusz Lewicy Demokratycznej, SLD), welcher sich mittlerweile aus seiner postkommunistischen Vergangenheit gelöst hat, sowie die 2015 gegründete Partei Gemeinsam (Razem).
Als politisch erfolgreichste Phase der politischen Linken in Polen gilt der Zeitraum zwischen 1993 und 2005, als linke Parteien zwei Parlamentswahlen gewannen und in Koalitionen mit der PSL (siehe Abschnitt: Die Mitte), jeweils von 1993 bis 1997 (SLD-PSL) und 2001–2004 (SLD-UP-PSL) die Regierung, sowie mit Aleksander Kwaśniewski von 1995 bis 2005 den Präsidenten stellten. In diesen Zeitraum fallen auch bedeutsame Ereignisse wie das Verabschieden der Verfassung von 1997 und der Beitritt Polens zur EU.
Innenpolitisch vertritt der SLD sozialdemokratische Ziele, außenpolitisch ist er an einer engen Zusammenarbeit innerhalb der Europäischen Union und der NATO interessiert. Er fordert eine sozialverträgliche Durchführung der Transformationsprozesse. Im Verhältnis zur Kirche zeigt sich die Partei strikt laizistisch, mit bisweilen antiklerikalen Untertönen, wenngleich auch der Bund derjenige war, welcher den Religionsunterricht in der Schule einführte.
Der SLD wurde bereits 1991 als Wahlbündnis aus etwa 30 verschiedenen Gruppierungen gegründet und insbesondere von der Sozialdemokratie der Republik Polen (Socjaldemokracja Rzeczypospolitej Polskiej, SdRP) als Nachfolgepartei der kommunistischen Polnischen Vereinigten Arbeiterpartei (Polska Zjednoczona Partia Robotnicza, PZPR), sowie dem Gesamtpolnischen Gewerkschaftsverband (Ogólnopolskie Porozumienie Związków Zawodowych, OPZZ) dominiert. 1999 wurde das Wahlbündnis offiziell in eine Partei umgewandelt.
2001 fuhr der SLD mit 41 Prozent der Stimmen seinen bisher größten Wahlsieg bei den Parlamentswahlen ein. Sein damaliger Spitzenkandidat Leszek Miller wurde Ministerpräsident einer Koalition mit der sozialdemokratischen Arbeiterunion (Unia Pracy, UP) und der agraischen PSL, die allerdings im März 2003 aus der Koalition ausschied. Kurz nach dem Beitritt zur Europäischen Union im Mai 2004 trat Miller zurück. Sein Nachfolger wurde Marek Belka. Durch Korruptionsaffären, vor allem die Rywin-Affäre, schwand die zunächst große Zustimmung zur SLD jedoch. Darüber hinaus kam es, während einer tiefen Vertrauenskrise im März 2004 kam es bis 2005 unter der Wortführerschaft des damaligen Parlamentspräsidenten Marek Borowski zu einer kurzzeitigen Spaltung der Partei. In der Folge wurde die Partei deutlich abgestraft und verlor bei der Parlamentswahl 2005 annähernd 30 % der Wählerstimmen.
Ab 2007 war die politische Linke in Polen über das Wahlbündnis Linke und Demokraten (Lewica i Demokraci, LiD) vertreten. Mit ihrem Spitzenkandidaten, dem ehemaligen Staatspräsidenten Aleksander Kwaśniewski, erreichte das Bündnis 13,15 Prozent der Stimmen. 2005 erreichten die im Bündnis zusammengeschlossenen Einzelparteien noch insgesamt 17,65 Prozent. Die Erwartungen an ein Zusammengehen wurden somit nicht erfüllt. 2008 löste sich das Bündnis daher wieder auf, blieb aber bis zur nächsten Wahl im Herbst 2011 als Fraktion im Sejm vertreten.
Bei der Parlamentswahl von 2011 gelang der linksliberalen Palikot-Bewegung ein überraschender Einzug in den Sejm, wo sie mit 10,2 % auf Anhieb drittstärkste Kraft wurde, noch vor der SLD. Gegründet von ihrem Vorsitzenden Janusz Palikot, einem ehemaligen Abgeordneten der PO, welcher deren linken Flügel zugerechnet wurde, vertritt sie Positionen eines deutlichen Antiklerikalismus, des Sozial-Liberalismus, einer neuorientierten Sozialdemokratie und eines starken Progressivismus. Die Partei verlor jedoch mit ihrer säkularen und stark polarisierenden Rhetorik zusehends an Zustimmung, sodass sie 2015 zusammen mit der SLD, sowie mehreren kleineren Parteien des linken Spektrums zur Wahl für den Sejm eine gemeinsame Liste aufstellte, die Vereinigte Linke (Zjednoczona Lewica, ZL). Mit 7,6 % verpasste die ZL durch die für Wahlbündnisse geltende Sperrklausel von 8 Prozent knapp den Einzug in den Sejm, womit erstmals seit Beginn der Dritten Republik keine linke Partei im Parlament vertreten ist.
Einen Achtungserfolg konnte hingegen die erst ein halbes Jahr zuvor gegründete Partei Razem verbuchen, indem sie 3,6 % erreichte. Programmatisch orientiert sie sich am demokratischen Sozialismus und Progressivismus und versucht sich dabei von den etablierten Parteien abzugrenzen.

### Politische Mitte
In der politischen Mitte der Parteienlandschaft stehen zum einen liberale bzw. liberal-konservative Parteien wie gegenwärtig die Partei Moderne (Nowoczesna, .N) und die Bürgerplattform (Platforma Obywatelska, PO), zum anderen die gemäßigte, agrarische Polnische Volkspartei (Polskie Stronnictwo Ludowe, PSL).
Letztere zählt zu den ältesten unter den derzeit aktiven Parteien in Polen und ist die einzige, welche ununterbrochen im Sejm der Dritten Republik vertreten ist. Während sie in den 90er Jahren eher als Partei der linken Mitte gesehen wurde, gilt sie seit den 2000er Jahren als zentristisch, gemäßigt konservativ und als mit nahezu allen übrigen Parteien koalitionsfähig. Ihr Hauptanliegen liegt hierbei im Vertreten der Landbevölkerung und des landwirtschaftlichen Sektors. Die heutige PSL ist organisatorisch Nachfolger der Blockpartei ZSL, versteht sich jedoch in der Tradition der polnischen Bauernpartei, die bereits in der zweiten Hälfte des 19. Jahrhunderts existierte.
Das zentristische, liberale und christdemokratische Spektrum in Polen erlangte bereits zur Zeit der Wende eine große politische Bedeutung. Nach den Vereinbarungen am Runden Tisch und den ersten teilweise freien Wahlen im Juni 1989, gelang es dem Bürgerkomitee Solidarność (Komitet Obywatelski Solidarność, KOS), welches das gesamte, sehr heterogene Spektrum der Gewerkschaft Solidarność umfasste, den Ministerpräsidenten zu stellen. Dies war zunächst Tadeusz Mazowiecki, dem anschließend Jan Krzysztof Bielecki folgte, wobei beide den christdemokratischen, liberalen Strömungen zuzuordnen sind. Darüber hinaus spielte der liberale Ökonom Leszek Balcerowicz in seiner Doppelfunktion als Vizepremier und Finanzminister eine herausragende Rolle bei dem Übergang zur Marktwirtschaft. Die bereits während des s.g. „Kontrakt-Sejms“ zutage getretenen ideologischen Differenzen innerhalb der Solidarnosc, sowie den oppositionellen Gruppierungen insgesamt, führten bei den ersten völlig freien Wahlen im Herbst des Jahres 1991 zu einer sehr starken Zersplitterung der Parteienlandschaft. Durch das Fehlen einer Sperrklausel gelang es 29 Parteien in den Sejm einzuziehen, 11 davon mit nur einem Sitz. Dementsprechend schwierig gestaltete sich die Regierungsbildung. Nach drei gescheiterten Versuchen, wurden nach knapp zwei Jahren 1993 Neuwahlen ausgerufen. Die zuvor erfolgte Veränderung des Wahlrechts wurde jedoch von den Post-Solidarnosc-Gruppierungen deutlich unterschätzt – vor allem die eingeführte Sperrklausel von 5 % –, sodass alle von ihnen mit Ausnahme der Demokratischen Union (Unia Demokratyczna, UD) den Einzug in den Sejm verfehlen und die postkommunistischen SLD und PSL die Regierung bildeten. Nicht zuletzt durch diese politische Niederlage gelang es sich sowohl der politischen Mitte, als auch der Rechten (siehe Abschnitt: Die Rechte) zu konsolidieren. Die UD, welche aus den Wahlen von 1991 mit 12,3 Prozent noch als stärkste Partei hervorging und mit Hanna Suchocka als Ministerpräsident den letzten Versuch unternahm vor den Neuwahlen eine Regierung zu bilden, ging 1990 aus der Bürgerbewegung Demokratische Aktion (Ruch Obywatelski Akcja Demokratyczna, ROAD) hervor. Diese bündelte zunächst jenen Teil des liberalen Spektrums der Solidarność, welcher Mazowieckis Politik des „dicken Schlussstrichs“ (gruba kreska), sowie 1990 seine Präsidentschaftskandidatur gegen Lech Wałęsa maßgeblich unterstützte. Einige bekannte Persönlichkeiten innerhalb der UD waren darüber hinaus Bronisław Geremek, Jacek Kuroń, Adam Michnik und Władysław Frasyniuk.
Ideelle Grundlagen bildeten dabei marktwirtschaftliche (Balcerowicz-Plan), pro-westliche (Europäische-Integration) und kosmopolitische Haltungen. Dennoch gab es Parteiintern verschiedene Strömungen vor allem die sozial- bzw. linksliberale einerseits, sowie die christlich-liberale andererseits.

1994 schloss sich die UD mit dem Liberal-Demokratischen Kongress (Kongres Liberalno-Demokratyczny, KLD) um Donald Tusk und Janusz Lewandowski zur Freiheitsunion (Unia Wolności, UW) zusammen. Damit verbreiterte sich die programmatische Basis und reichte nun von einem der Sozialdemokratie nahen sozial-liberalen, bis hin zu einem den Konservativen nahestehenden liberal-konservativen Flügel und konnte insgesamt als zentristisch betrachtet werden.

Logo der PO

Mit einem klaren, EU-freundlichen Liberalismus als verbindendes Element löste 1995 Balcerowicz Mazowciecki als Parteivorsitzenden der UW ab und erzielte bei der Parlamentswahl 1997 mit über 13 Prozent das beste Ergebnis ihrer Geschichte, was ihr die Regierungsbildung mit der konservativen Wahlaktion Solidarität (Akcja Wyborcza Solidarność, AWS) ermöglichte. Obwohl mit dem NATO-Beitritt 1999 ein großer außen- und sicherheitspolitischer Erfolg gelang, gestaltete sich die Koalitionsregierung als schwierig. Der s.g. „zweite Balcerowicz-Plan“ als wichtiges wirtschaftliches Reformprogramm scheiterte am Widerstand der AWS. Geremek übernahm 2000 die Parteiführung. Vor den Wahlen 2001 kann es zur Spaltung: Ehemalige Parteigänger der KLD wie bspw. Tusk gegründeten gemeinsam mit Teilen der AWS die Bürgerplattform (Platforma Obywatelska, PO). Diese behielt ihren wirtschaftlichen Liberalismus und die starke proeuropäische Haltung bei, rückte aber insbesondere zu Beginn ihres Bestehens gesellschaftlich in eine deutlich konservativere Richtung als die UW. Vor diesem Hintergrund verschob sich letztere in den folgenden Jahren weiter nach links auf den Linksliberalismus zu.
Während die UW den Einzug in den Sejm bei den Wahlen 2001, sowie 2005 nach ihrer Umbenennung in Demokratische Partei (Partia Demokratyczna oder Demokraci, PD) verfehlte, gelang es der PO, weite Teile deren Wählerschaft zu übernehmen und sich als größte Oppositionskraft, zunächst gegenüber der SLD, dann der PiS zu etablierten. Bei den vorgezogenen Parlamentswahlen von 2007 erhielt die PD über das Wahlbündnis LiD (siehe Abschnitt: Die Linke) wieder mehrere Sitze, bevor sie 2011 ganz ausschied. Die PO zog mit einem Rekordergebnis von 41,1 Prozent als stärkste Kraft in den Sejm ein. Sie bildete bis zur letzten Wahl 2015 unter Ministerpräsident Donald Tusk, später Ewa Kopacz mit ihrem Koalitionspartner, der PSL, die Regierung und stellte von 2010 bis 2015 mit Bronislaw Komorowski den Präsidenten. 2015 büßte die PO erheblich an Stimmen ein, fiel wieder mit 24 Prozent wieder auf das Ergebnis von 2005 zurück und damit ist damit wieder stärkste Partei der Opposition.
Neu im Parlament ist seit der letzten Wahl die Partei Moderne mit ihrem Vorsitzenden Ryszard Petru, welche 7,6 % erringen konnte. Inhaltlich vertritt sie sowohl gesellschaftlichen als auch wirtschaftlichen Liberalismus und wird teilweise mit der UW bzw. PD verglichen.

### Politische Rechte
Wie auf dem linken, gab es auch auf dem rechten Flügel der polnischen Politik den Versuch, die bereits 1990 zersplitterten christlich-demokratischen, konservativen und nationalistischen Kräfte zu einer schlagkräftigen Partei zu bündeln. Nachdem die ab 1996 aus zahlreichen Gruppierungen entstandene Wahlaktion Solidarität (Akcja Wyborcza Solidarność, AWS) 1997 mit 33,8 Prozent die Parlamentswahlen mit großem Vorsprung vor dem SLD mit nur 27,1 Prozent gewinnen konnte, übernahm Jerzy Buzek – zuerst in einer Koalition mit der UW, später in einer Minderheitsregierung – die Regierungsverantwortung. Bereits kurz nach der Wahl kam es jedoch zu Erosionserscheinungen, weshalb die Partei sukzessive zersplitterte. 2001 erreichte die übrig gebliebene Rumpfpartei in einem Wahlbündnis mit der rechts-katholischen Bewegung für den Wiederaufbau Polens (Ruch Odbudowy Polski, ROP) nur noch 5,6 Prozent der Stimmen und zog nicht mehr in den Sejm ein. Erfolgreicher waren hingegen die aus ihr hervorgegangenen Parteien, die um die Führung der Rechten kämpften.
Die beiden derzeit stärksten Parteien Polens sind die nationalkonservative Partei Recht und Gerechtigkeit (Prawo i Sprawiedliwość, PiS) und die liberal-konservative Bürgerplattform (Platforma Obywatelska, PO). Doch während letztere mit der Zeit wieder deutlich in die Mitte des politischen Spektrums gerückt ist, etablierte sich die PiS als klar wichtigste Gruppierung der politischen Rechten
Im Jahr 2005 gewann PiS, sowohl mit ihrem Kandidaten Lech Kaczynski die Präsidentschaftswahlen, als auch 2005 mit 27 Prozent der Stimmen unerwartet die Wahlen zum Sejm. Premier wurde Kazimierz Marcinkiewicz, der jedoch im Juli 2006 seinen Posten zugunsten von Parteichef Jarosław Kaczyński, dem Zwillingsbruder des regierenden Präsidenten, räumen musste. Kaczyńskis Koalition mit der nationalistischen Liga Polnischer Familien (Liga Polskich Rodzin, LPR) und der als links-populistisch einzustufenden Selbstverteidigung (Samoobrona RP) zerbrach jedoch, so dass im Oktober 2007 Neuwahlen nötig wurden, bei denen die PiS zwar rund fünf Prozentpunkte hinzugewann, jedoch hinter die PO zurückfiel. Beide vorherigen Koalitionspartner scheiterten an der Fünf-Prozent-Hürde und sind seitdem in der politischen Bedeutungslosigkeit versunken. In den folgenden 8 Jahren blieb die PiS in der Opposition und hatte zwischenzeitlich interne Streitigkeiten und Abspaltungen zu verkraften.
Im Juli 2014 gelang es dem konservativen Spektrum schließlich sich zu konsolidieren. So unterzeichnete Kaczyński mit dem Parteivorsitzenden der zuvor von PiS abgespaltenen Partei Solidarisches Polen (Solidarna Polska, SP) Zbigniew Ziobro, sowie Jarosław Gowin, dem ehemaligen Justizminister der PO und Parteichef der wirtschaftsliberalen, wertkonservativen Partei Polen Zusammen Vereinigte Rechte (Polska Razem Zjednoczona Prawica, PRZP) eine Übereinkunft, welche vorsah, dass alle drei Parteien als eine gemeinsame Gruppierung bei den nächsten Wahlen antreten, sowie auch einen gemeinsamen Präsidentschaftskandidaten vorschlagen. Mit dem im Zuge der Abhöraffäre 2014 schwindenden Zustimmungswerte der PO, jedoch vor allem nach deren verlorenen Präsidentschaftswahlen 2015 gegen die nationalkonservative Koalition aus PiS, SP und PRZP, die gemeinsam unter dem Namen Vereinigte Rechte (Zjednoczona Prawica, ZP) auftritt, gewann das Bündnis an Zustimmung, sodass es ihr gelang die Parlamentswahlen 2015 mit 37,76 % zu gewinnen, was für die absolute Mehrheit der Sitze im Sejm ausreichte.
Inhaltlich propagiert die ZP katholisch-konservative Werte, wie die traditionelle Familie, den Ruhetag Sonntag, stellt sich gegen die Gleichstellung Homosexueller, Gender-Mainstreaming, In-vitro-Fertilisation und Sterbehilfe. Wirtschaftspolitisch vertritt das Bündnis wohlfahrtsstaatliche und interventionistische Ansätze. In der Außen- und Migrationspolitik steht sie den USA, sowie den übrigen Visegrad-Staaten nahe, ist EU-skeptisch – wenngleich nicht austrittswillig – und lehnt insbesondere die EU-Flüchtlingsquoten ab.
Neben der derzeit regierenden Vereinigten Rechten gibt es drei weitere erwähnenswerte politische Gruppierungen die entweder im Sejm oder im Europaparlament vertreten sind:
Zum einen das Wahlkomitee Kukiz‘15 (K‘15), des Rockmusikers Pawel Kukiz. Es entstand in Folge des überraschend hohen Zuspruchs von 21 %, welcher Kukiz dritter bei den vorangegangenen Präsidentschaftswahlen 2015 werden ließ. Obwohl Kukiz die Wahllisten seines Komitees bewusst Personen aus allen politischen Lagern offen stellte, zogen vor allem konservative, liberale bzw. libertäre (UPR, KNP, Republikaner) und nationalistische Kandidaten (RN) in den Sejm ein. Trotz des Fehlens einer festgelegten Ideologie, soll sich die Kukiz-Bewegung ihrem Gründer zufolge gegen den „Parteienstaat“, das „System“ und für mehr direkte Demokratie und das Mehrheitswahlrecht einsetzen. Eine mehr oder weniger starke grundsätzliche EU-Skepsis ist ebenfalls festzustellen.
Über die Wahlliste Kukiz‘ zogen auch Mitglieder der katholisch-nationalistischen Nationalen Bewegung (Ruch Narodowy, RN), wie bspw. deren Parteichef Robert Winnicki, in den Sejm ein – Anfang 2016 erfolgte aber das offizielle Ende der Zusammenarbeit zwischen den Nationalisten und Kukiz. Die seit Dezember 2014 als Partei bestehende rechtsextreme Bewegung, sieht sich in der Tradition des in der Zwischenkriegszeit in Polen einflussreichen nationalistischen Lagers Nationale Demokratie (Narodowa Demokracja, Endecja) um Roman Dmowski.
Des Weiteren existiert mit der Partei Freiheit (Wolnosc, Kürzel KORWiN), geführt von Janusz Korwin-Mikke, eine weitere Partei innerhalb des rechten Spektrums, die gesellschaftlichen Konservatismus (Ablehnung der gleichgeschlechtlichen Ehe, der Abtreibung und Sterbehilfe, Wiedereinführung der Todesstrafe und freier Waffenbesitz) mit wirtschaftspolitisch libertärer Politik (Minimalstaat und Laissez-faire-Ökonomie) und einer radikalen EU-Skepsis verbindet. Bei den Parlamentswahlen 2015 scheiterte sie mit 4,8 % knapp an der 5 %-Hürde, ist aber mit zwei Abgeordneten im EU-Parlament vertreten.